# Bob Dylan (album)
Bob Dylan – debiutancki album studyjny Boba Dylana, wydany w 1962 roku. Zawiera głównie tradycyjne ballady i utwory bluesowe, i tylko 2 kompozycje Dylana („Talkin’ New York” i „Song to Woody”, będąca hołdem dla Woody’ego Guthrie). Album został wydany przez Columbia Records w formie płyty gramofonowej. Producentem był John Hammond.

## Lista utworów
Strona pierwsza
| 1. | „You’re No Good”         | 1:40  |
|    |                          |       |
| 2. | „Talkin’ New York”       | 3:20  |
|    |                          |       |
| 3. | „In My Time of Dyin’”    | 2:40  |
|    |                          |       |
| 4. | „Man of Constant Sorrow” | 3:10  |
|    |                          |       |
| 5. | „Fixin’ to Die”          | 2:22  |
|    |                          |       |
| 6. | „Pretty Peggy-O”         | 3:23  |
|    |                          |       |
| 7. | „Highway 51”             | 2:52  |
|    |                          |       |
|    |                          | 19:27 |
|    |                          |       |
Strona druga
| 1. | „Gospel Plow”                     | 1:47  |
|    |                                   |       |
| 2. | „Baby, Let Me Follow You Down”    | 2:37  |
|    |                                   |       |
| 3. | „House of the Risin’ Sun”         | 5:20  |
|    |                                   |       |
| 4. | „Freight Train Blues”             | 2:18  |
|    |                                   |       |
| 5. | „Song to Woody”                   | 2:42  |
|    |                                   |       |
| 6. | „See That My Grave Is Kept Clean” | 2:43  |
|    |                                   |       |
|    |                                   | 17:27 |
|    |                                   |       |